# الميثان (صفحة البيانات)
توفر هذه الصفحة بيانات كيميائية تكميلية عن مادة الميثان (Methane).

## بيانات سلامة المواد
يتطلب التعامل مع هذه المادة الكيميائية اتخاذ احتياطات أمان كبيرة.

## البنية والخصائص
| البنية والخصائص          | البنية والخصائص                                                     |
| ------------------------ | ------------------------------------------------------------------- |
| معامل الانكسار، ند       | 1.000444                                                            |
| ثابت العزل الكهربائي، εr | 1.6761 ε0 عند −182 درجة مئوية </br> 1.0008181 ε0 عند −20 درجة مئوية |
| قوة الرابطة              | ؟                                                                   |
| طول الرابطة              | 0.10870 ن م                                                         |
| زاوية الرابطة            | 109.5 درجة                                                          |
| القابلية المغناطيسية     | −17.4 ×10−6 سم3 /مول                                                |

## الخصائص الديناميكية الحرارية
| سلوك الطور                                          | سلوك الطور                                           |
| --------------------------------------------------- | ---------------------------------------------------- |
| النقطة الثلاثية                                     | 90.67 كلفن (−182.48 درجة مئوية)، 0.117 بار           |
| النقطة الحرجة                                       | 190.6 كلفن (−82.6 درجة مئوية)، 46.0 بار              |
| التغير القياسي في حرارة الانصهار، ΔfusHo            | 1.1 كيلوجول/مول                                      |
| التغير القياسي في إنتروبيا الانصهار، ΔfusSo         | 12.1 جول/(مول·كلفن)                                  |
| التغير القياسي في المحتوى الحراري للتبخر، ΔvapHo    | 8.17 كيلوجول/مول                                     |
| التغير القياسي في إنتروبيا التبخر، ΔvapSo           | ? J/(mol·K)                                          |
| خصائص المواد الصلبة                                 |                                                      |
| التغير القياسي في المحتوى الحراري للتكوين، ΔfHoصلب  | ? kJ/mol                                             |
| الإنتروبيا المولية القياسية، Soصلب                  | ? J/(mol K)                                          |
| السعة الحرارية، cp                                  | ? J/(mol K)                                          |
| خصائص السائل                                        |                                                      |
| التغير القياسي في المحتوى الحراري للتكوين، ΔfHoسائل | ? kJ/mol                                             |
| الإنتروبيا المولية القياسية، Soسائل                 | ? J/(mol K)                                          |
| السعة الحرارية، cp                                  | ? J/(mol K)                                          |
| خصائص الغاز                                         |                                                      |
| التغير القياسي في المحتوى الحراري للتكوين، ΔfHoغاز  | −74.6 كيلوجول/مول                                    |
| الإنتروبيا المولية القياسية، Soغاز                  | 186.3 جول/(مول كلفن)                                 |
| الإنتروبيا المولية القياسية، ΔcHo                   | −891 كيلوجول/مول                                     |
| السعة الحرارية، cp                                  | 35.7 جول/(مول كلفن)                                  |
| ثوابت فان دير فالس                                  | a = 228.29 لتر2 كيلو باسكال/مول2 b = 0.04278 لتر/مول |

## ضغط بخار السائل
| ب (مم زئبق)               | ب (مم زئبق)               | 1             | 10            | 40            | 100    | 400    | 760    | 1520   | 3800   | 7600   | 15200  | 30400 | 45600 |
| درجة الحرارة (درجة مئوية) | درجة الحرارة (درجة مئوية) | -205.9(ثانية) | -195.5(ثانية) | -187.7(ثانية) | -181.4 | -168.8 | -161.5 | -152.3 | -138.3 | -124.8 | -108.5 | -86.3 | —     |

تم الحصول على بيانات الجدول من CRC Handbook of Chemistry and Physics 44th ed. يشير الشرح "(s)" إلى درجة حرارة توازن البخار على المادة الصلبة. وإلا فإن درجة الحرارة هي حالة توازن بين البخار والسائل. لاحظ أن هذه كلها قيم حرارية سلبية.

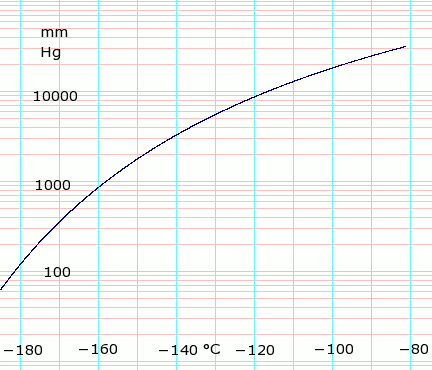
ضغط بخار الميثان مقابل درجة الحرارة. يستخدم الصيغة مذكور في كتاب Lange's Handbook of Chemistry، الطبعة العاشرة. لاحظ أن الصيغة تفقد دقتها بالقرب من T_{crit} = −82.6 درجة مئوية

## البيانات الطيفية

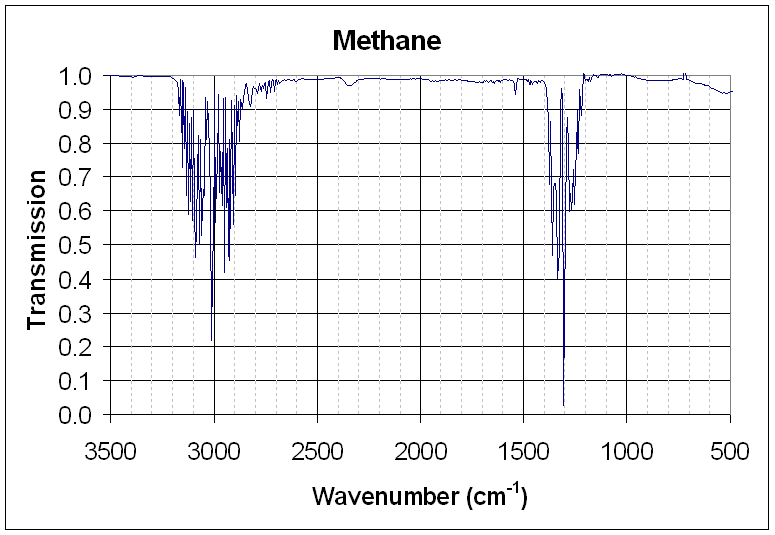
طيف الأشعة تحت الحمراء للميثان

| الأشعة فوق البنفسجية والمرئية          | الأشعة فوق البنفسجية والمرئية |
| -------------------------------------- | ----------------------------- |
| λالحد الأقصى                           | ؟ ن م                         |
| معامل الانقراض، ε                      | ؟                             |
| الأشعة تحت الحمراء                     |                               |
| نطاقات الامتصاص الرئيسية               | 3019، 2917، 1534، 1306 سم−1   |
| الرنين النووي المغناطيسي               |                               |
| الرنين النووي المغناطيسي للبروتون      |                               |
| الرنين النووي المغناطيسي للكربون-13    | -2.3 جزء في المليون           |
| بيانات الرنين المغناطيسي النووي الأخرى |                               |
| مطيافية الكتلة                         |                               |
| كتل من </br> الأجزاء الرئيسية          |                               |

قالب:Chemical data page general note